# Shelob
Shelob (Aragne nella nuova traduzione de Il Signore degli Anelli) è un personaggio di Arda, l'universo immaginario fantasy creato dallo scrittore inglese J. R. R. Tolkien.

## Storia
Shelob era un "malefico essere in forma di ragno", che viveva in alto sulle montagne degli Ephel Dúath che delimitano Mordor; "l'ultima figlia di Ungoliant nel tormentare il mondo infelice". Benché risiedesse a Mordor e fosse incredibilmente malvagia, rimase indipendente da Sauron e dalla sua influenza.
È presentata per la prima volta nel capitolo "La Tana di Shelob":
(J. R. R. Tolkien, Il Signore degli Anelli)
Inizialmente viveva nel Beleriand e si scontrò con Beren, e fuggì poi nell'est della Terra di Mezzo. Si stabilì in uno dei cunicoli di Torech Ungol (Tana del Ragno), una rete di gallerie posta sotto l'altopiano di Cirith Ungol (Passo del Ragno), anche se una volta probabilmente viveva nel Beleriand, più precisamente sull'Ered Gorgoroth dove si rifugiò Ungoliant. Chiamata anche il Ragno dell'Oscurità, suoi discendenti (di cui si nutriva spesso) erano anche i Ragni che catturarono nel Bosco Atro i Nani amici di Bilbo Baggins (come narrato ne Lo Hobbit), probabilmente nati durante la sua permanenza nel Beleriand.
La tana di Shelob era lungo il sentiero che Frodo Baggins e Samvise Gamgee hanno intrapreso per tentare di raggiungere il Monte Fato. Le sue ragnatele erano forti e fabbricate intelligentemente, ed intrappolavano chiunque provasse ad attraversarle. Gollum aveva incontrato Shelob durante il suo precedente viaggio a Mordor, e apparentemente l'aveva idolatrata, promettendole del cibo. Gli Orchi della Torre di Cirith Ungol la chiamavano "Shelob la Grande" e "Sua Eccellenza", e sapevano del rapporto tra Gollum e lei (si riferivano a lui come l'Infido Servitore). Lo stesso Sauron sapeva della sua esistenza, ma la ignorava, considerandola un'utile guardiana del passo. A volte le inviava anche prigionieri per cui non aveva ulteriori usi.
Gollum condusse gli Hobbit nella sua tana così da poter prendere l'Unico Anello dopo che lei li avesse mangiati, poiché lei non aveva interesse ad esso. Attaccò e punse Frodo, paralizzandolo, mentre Gollum provava a strangolare Sam. Tuttavia Sam, esasperato, si sbarazzò di Gollum e attaccò disperatamente Shelob con la spada del suo padrone. Dopo averle spaccato un artiglio della gamba ed averle trafitto un occhio (quest'ultimo era l'unica parte molle del suo corpo), la sconfisse definitivamente quando la stessa Shelob si lanciò su Pungolo mentre tentava di schiacciarlo. Fuggì nella sua tana, gravemente ferita. La storia sostiene che il suo destino finale rimarrà ignoto ai popoli della Terra di Mezzo. Fa notare anche - gli stessi Orchi vi fanno caso - che era la prima volta che qualcuno avesse "punto con un chiodo" Shelob.
Credendo che Frodo fosse morto, Sam prese l'Anello dal suo amico e si lasciò il corpo alle spalle, ma sentendo la conversazione tra due Orchi scoprì che Shelob poteva iniettare una dose non letale di veleno alle sue vittime in modo da renderle incoscienti e mantenerne le carni fresche. Comunque, nel testo prova a uccidere subito Sam.
È possibile che dopo la Guerra dell'Anello e la caduta di Sauron essa abbia continuato a vivere nell'oscurità della sua Tana.

## Nome
Il nome Shelob deriva da una combinazione di "she" (lei, in Inglese moderno) + "lob" - essendo "lob" una parola in Inglese arcaico per ragno, collegata alla parola "lobster" (aragosta, in Inglese moderno; dal latino "locusta" influenzato dall'Antico inglese), a "loppe" (pulce, in Antico inglese) e a "spider" (ragno, in Inglese moderno). La parola non è collegata a "cobweb" (ragnatela, in Inglese moderno).

## Adattamenti
Nella trilogia di Peter Jackson, che è basata sul libro, Shelob appare dopo la metà del terzo film, Il ritorno del re. Nel film, Shelob ha un pungiglione retrattile velenoso sull'estremità posteriore, tra le filiere, che ricorda quello di una vespa. Questo è molto diverso dai ragni veri (benché in linea con la raffigurazione originale del romanzo), che iniettano il veleno con i loro denti aguzzi, parte dei cheliceri. Shelob appare anche con la bocca spalancata, mentre i veri ragni possono ingerire solo liquidi. Ancora una volta, però, queste incongruenze diventano verità secondo la descrizione effettuata da Tolkien ne Le due torri. Comunque, secondo il commento in DVD, Jackson dice che l'aspetto di Shelob è per lo più basato sui Porrhothele antipodiana della Nuova Zelanda, che lui odia. Comunque nel film non si dice se Shelob possa essere o no qualcosa di più di un semplice ragno gigante, non possedendo il sovrannaturale terrore della sua genitrice Ungoliant.
Nel film, Shelob "punge" Frodo al petto, mentre nel libro lo perfora nel collo, sopra la cotta di maglia in mithril. Questa è una possibile incongruenza nella trama, dal momento che, in un'altra scena, Sam sente due Orchi litigare per la sua intatta camicia in mithril. Tra l'altro Frodo era già stato salvato dalla cotta di mithril dal colpo di lancia del Troll delle Caverne nelle Miniere di Moria ne "La Compagnia dell'Anello", quindi avrebbe dovuto proteggerlo anche dal pungiglione di Shelob (ma è altresì plausibile che il pungiglione potrebbe semplicemente averlo colpito sotto il riparo della camicia, ma appena al di sotto del suo collo). 
Nel videogioco Il Signore degli Anelli: Il ritorno del re, che è basato sul film, Shelob è uno dei boss e la sua sconfitta è richiesta per completare il livello "Tana di Shelob". Ne Il Signore degli Anelli: La battaglia per la Terra di Mezzo 2 è un'unità eroica della fazione dei Goblin. Nel videogioco La Terra di Mezzo: L'ombra della guerra, Shelob può assumere le sembianze di una bellissima donna bruna. In un ricordo segreto sbloccabile si scopre che durante la Seconda Era Shelob e Sauron erano amanti nelle rispettive forme umanoidi ma Sauron tradì Shelob per ottenere un vantaggio politico su un re umano nemico e per questo Shelob fuggì nelle gallerie di Cirith Ungol giurando vendetta.

## Altri media
Shelob è ritenuta una delle fonti di ispirazione per la vera forma di It, il mostro concepito da Stephen King e antagonista del romanzo omonimo, descritta come simile a un enorme ragno (peraltro di sesso femminile), e di Aragog, l'Acromantula (un ragno gigante, delle dimensioni di un piccolo elefante) presente in Harry Potter e la camera dei segreti (e, brevemente, in Harry Potter e il principe mezzosangue), della scrittrice britannica J. K. Rowling.
Inoltre, Shelob ha ispirato il romanzo fantasy Storia di un Orrore di Emanuele Ardore.